# Aeroportul Bossangoa
Aeroportul Bossangoa (IATA: BSN, ICAO: FEFS) este un aeroport din Republica Centrafricană ce deservește zona Bossangoa. A fost numit după zona deservită.
Situat la o altitudine de 464 m, aeroportul dispune de o singură pistă.